# Neo-Dada
Mit Neo-Dada wird eine Ende der 1950er Jahre entstandene und bis in die 1960er Jahre reichende künstlerische Bewegung bezeichnet, die in Anlehnung an Marcel Duchamp und die Dada-Bewegung durch neu entwickelte Ausdrucksformen die Kunst mit dem Leben verbinden will. Das Kunstschaffen wurde als Hilfsmittel zur Bewusstseinserweiterung und zu aktueller Gesellschaftskritik angesehen. Neo-Dada ist der Versuch, das Alltagsverhalten mit Hilfe der Kunst zu relativieren. Der abstrakte Expressionismus wurde dabei von den Vertretern des Neo-Dadaismus abgelehnt. 

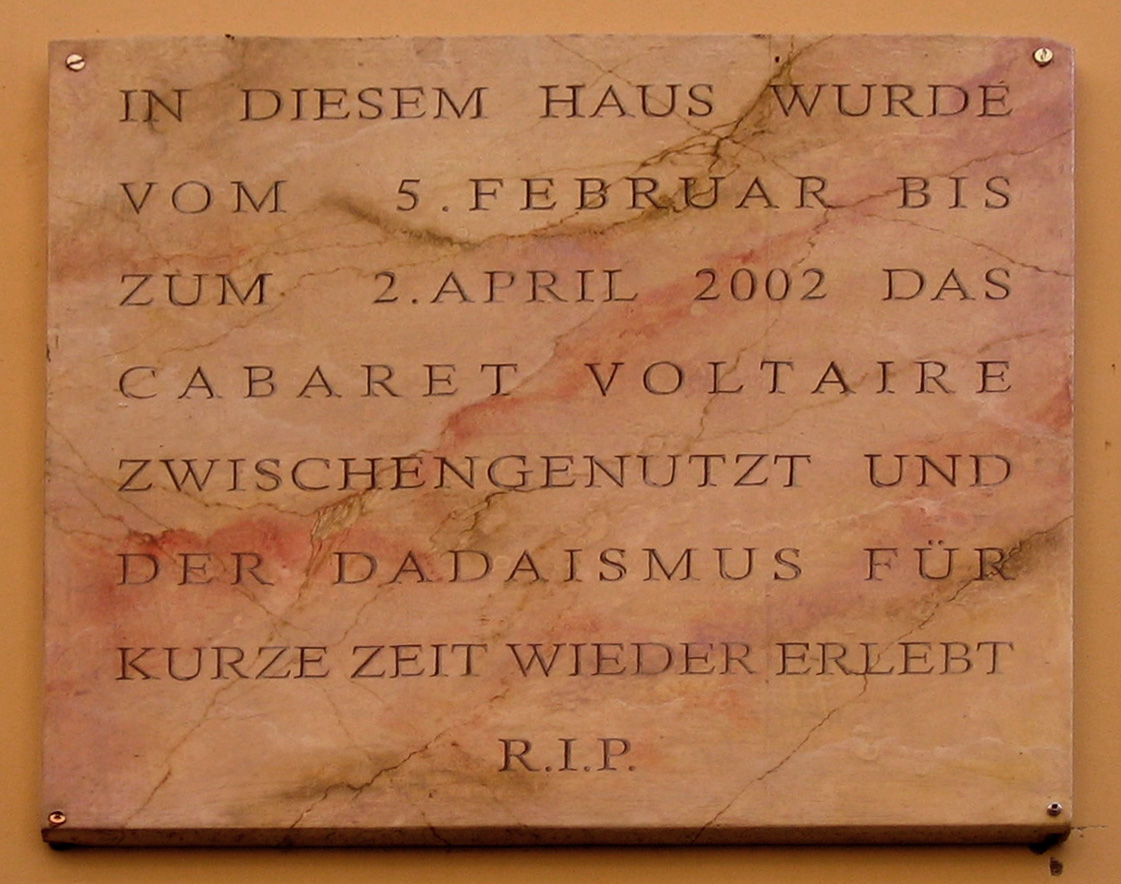
Plakette am Haus Spiegelgasse 1 in Zürich

Der Begriff Neo-Dadaismus beinhaltet sowohl eine Zusammenführung der frühen Tendenzen der amerikanischen Pop Art, sich mit der Dingwelt der Konsumindustrie zu befassen, als auch der Versuche des französischen Nouveau Réalisme, Kunst und Leben miteinander zu verbinden, indem die Künstler Materialien des Alltags in ihre Kunstproduktion integrierten und in ihren Werken einen „soziologischen Bezug“ herzustellen versuchten. Ein besonderer Ausdruck des Bemühens um Angleichung von Kunst und Leben ist die Inszenierung von Wirklichkeit in der Aktionskunst. Insbesondere bei der Entwicklung dieser Kunstform kam es zu einer partiellen Zusammenarbeit zwischen den Künstlern beider Kontinente.
Mit Joseph Beuys schließlich ging der Anspruch des Neo-Dada, Kunst und Leben miteinander zu verbinden, in einem „erweiterten Kunstbegriff“ der Sozialen Plastik auf. Die im Neo-Dada weiterentwickelten Ausdrucksformen sind unter anderem Objektkunst, Environment, Assemblage, Combine Painting, Happening, Fluxus. 
Im Jahr 2002 besetzte die Gruppe Fondation Kroesus das leerstehende Cabaret Voltaire in Zürich, Spiegelgasse 1, dem Geburtsort des Dadaismus. Dort organisierten sie bis zur polizeilichen Räumung drei Monate lang Happenings, Konzerte, offene Bühnen, Dada-Messen, Lesungen, Workshops und Dada-Festwochen.